# خرشنة دبساء
الخرشنة الدبساء هي أكثر الطيور بقاءً في الجو حيث أنها تبقى ثلاث سنوات وبصورة دائمة ومستمرة في الجو ويحدث ذلك قبل وصولها لسن البلوغ وبعد ذلك تهبط للتزاوج والتفريخ.
والذي يكثر تواجده في هذه الأيام في جزر الخليج العربي. حيث يفد إلى الخليج مع بداية دخول فصل الصيف من شهر مايو إلى شهر يوليو حيث تأتي بأعداد هائلة من مسافات بعيدة من الكرة الأرضية من المنطقة القطبية لتضع بيضها على الجزر وبعد أن تفرخ هذه البيوض وتكبر الفراخ تهاجر مرة أخرى إلى مواطنها الأصلية التي أتت منها، تضع الأنثى بيضه واحدة على رمل الجزيرة وتحت أشجار الهرم الملحية التي تنمو على الجزر ويعتني الأنثى والذكر بالعش حتى تخرج الفروخ وتستمر بالعناية بها إلى أن تكبر وتستطيع على الطيران بمفردها لتهاجر مع والديها. وتعتبر الخرنشة الدبساء من أكثر الطيور بقاءً في الجو حيث تبقى ثلاثة سنوات وبصورة دائمه في الجو.قبل سن البلوغ ثم تهبط للتزواج والتفريخ.